# 褚君浩
褚君浩（1945年3月—），江苏宜兴人，半导体物理和器件专家，中国科学院院士。
褚君浩于1966年毕业于上海师范学院物理系，此后在梅陇中学任教。改革开放后，于1978年赴中国科学院上海技术物理研究所攻读研究生，师从著名红外物理学家汤定元。1984年获博士学位。毕业后继续留在上海技术物理研究所任物理室副主任。1986年前往德国慕尼黑技术大学从事客座研究。回国后，历任红外物理国家重点实验室任副主任、主任。2005年当选中国科学院信息技术科学部院士。2008年出任华东师范大学信息科学技术学院院长。同年被聘任为东华大学理学院院长。2008年起担任全国人大代表。此外，他还担任过全国人大代表、上海市政府参事上海市科普作家协会理事长等职。
其父是中国著名地理教育家、历史地理学家褚绍唐。